# Bruno Coutinho
Pour les articles homonymes, voir Coutinho.
Bruno Coutinho, né le 21 juin 1986 à Porto Alegre, est un footballeur brésilien. Il occupe actuellement le poste de milieu offensif.

## Biographie

### Débuts en Amérique du Sud
Bruno Coutinho est formé au Grêmio Foot-Ball Porto Alegrense. En 2004, alors qu'il est capitaine de la réserve, il intègre l'équipe professionnelle. Pour sa première saison, il éprouve comme son club de grosses difficultés. En Serie B, Coutinho est plus à l'aise, et aide le Grêmio à finir premier du tour final, devant Santa Cruz. En janvier 2006, il est contacté par Palerme, mais le transfert ne se fait pas,. Il est finalement prêté à l'América de Natal, puis au Club Nacional de Football.

### Découverte difficile de l'Europe
À l'hiver 2008, il est approché par Mariusz Piekarski, dirigeant du Jagiellonia Białystok en Pologne, qui l'invite à un stage hivernal. Quelques semaines plus tard, il signe un contrat de trois ans avec le club. Mais Coutinho a du mal à s'intégrer et à s'adapter aux conditions de jeu polonaises. Il ne joue presque pas, et retourne dans son pays à l'été 2008. Il y essaye de trouver un club, mais revient en Europe. Il fait alors les démarches pour obtenir la nationalité italienne, dans le but de jouer dans ce pays. Ne recevant pas d'offres, il accepte une proposition tunisienne, mais quitte le pays quelques jours après avoir visité les installations du club. Il est ensuite invité par Liverpool pour s'entraîner avec les Reds, et est reçu par son ancien coéquipier au Grêmio Anderson, qui l'héberge à Manchester. Il y reste deux mois, avant de revenir à Białystok lors de la trêve hivernale de 2009. Revigoré par l'air anglais, il brille avec le Jaga, et devient le titulaire de la défense à partir de février, ne ratant aucune minute en championnat. La saison suivante est la même pour Bruno Coutinho, qui joue pratiquement tous les matches et s'affirme comme étant l'un des meilleurs joueurs du club et d'Ekstraklasa. En fin de saison, il dispute la finale de la Coupe de Pologne, qu'il remporte un à zéro contre le Pogoń Szczecin.
Convoité par plusieurs clubs polonais, Bruno signe un contrat de trois ans au Polonia Varsovie, le 15 juillet 2010,.

## Palmarès
- Champion de deuxième division brésilienne : 2005
- Champion du Rio Grande do Sul : 2006
- Coupe de Pologne : 2010